# Krai do Litoral
O krai do Litoral ou krai de Primorie (russo:  Примо́рский край, tr. Primórski krai; IPA: [prʲɪˈmorskʲɪj kraj]), também conhecido como Território Marítimo, é uma divisão federal da Federação da Rússia, situado no Extremo Oriente Russo, e parte do Distrito Federal do Extremo Oriente. Sua capital é a cidade de Vladivostok, a maior cidade no oriente russo. De acordo com o censo populacional de 2010, tem uma população de 1 956 497 habitantes.
O nome do krai é uma tradução da palavra russa primorski (Примо́рский), que significa "marítimo" ou "litorâneo". Em russo, é informalmente conhecido como Primorie (Примо́рье).
Através do território do krai do Litoral, a Rússia faz fronteira com a Coreia do Norte, ao longo do rio Tumen. O golfo de Pedro, o Grande, o maior do mar do Japão, localiza-se nas suas costas meridionais.
Historicamente parte da Manchúria, o krai do Litoral foi cedido ao Império Russo pela Dinastia Qing da China em 1860 como parte da região conhecida por Manchúria Exterior, constituindo a maior parte do oblast do Litoral (russo:  Примо́рская о́бласть, tr. Primóskaia óblast). Durante a Guerra Civil Russa, tornou-se parte da República do Extremo Oriente, antes de se juntar à União Soviética, mudando várias vezes o seu estatuto administrativo até alcançar a organização atual em 1938.
O krai do Litoral acolhe a Frota do Pacífico da Marinha Russa.